# Most Siekierkowski
Die Most Siekierkowski ist eine zweihüftige Schrägseilbrücke in der Ringschnellstraße, die über der Weichsel die Warschauer Stadtteile Mokotów und Praga-Południe verbindet. Es ist die zweite und voraussichtlich letzte Brücke dieser Art in Warschau. Sie wurde in den Jahren 2000 bis 2002 errichtet.
Die Brücke besteht aus drei Fahrstreifen in jeder Richtung, einem 2 m breiten Sicherheitsstreifen und zwei Seitenstreifen für Fuß- und Fahrradverkehr.
Die Brückenkonstruktion wird von zwei H-förmigen 90 m hohen Pylonen getragen, die je 54 Seile halten. Die Seile sind mit einer grellen orangefarbigen Beschichtung versehen, die die Vögel vor dem Aufprallen warnen soll. In den Pylonen befinden sich Servicelifts, die bis in eine Höhe von 62 m reichen; außerdem sind Leitern vorhanden.
Die Entscheidung zugunsten der Schrägseiltechnologie wurde von Haushalts-Experten kritisiert, da die Kosten im Vergleich zu anderen Konstruktionen bedeutend höher lagen.

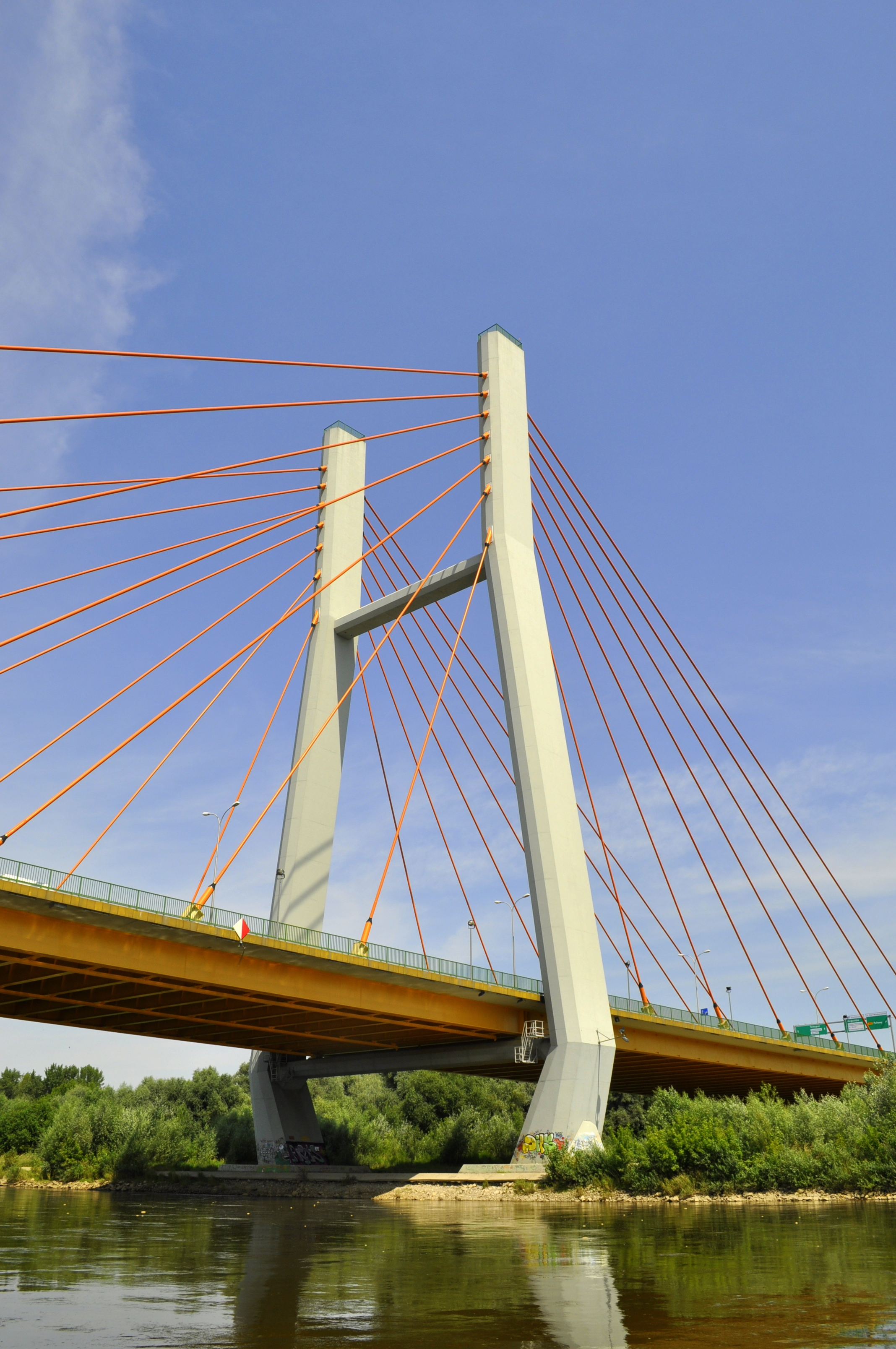
Pylon der Siekierkowski-Brücke
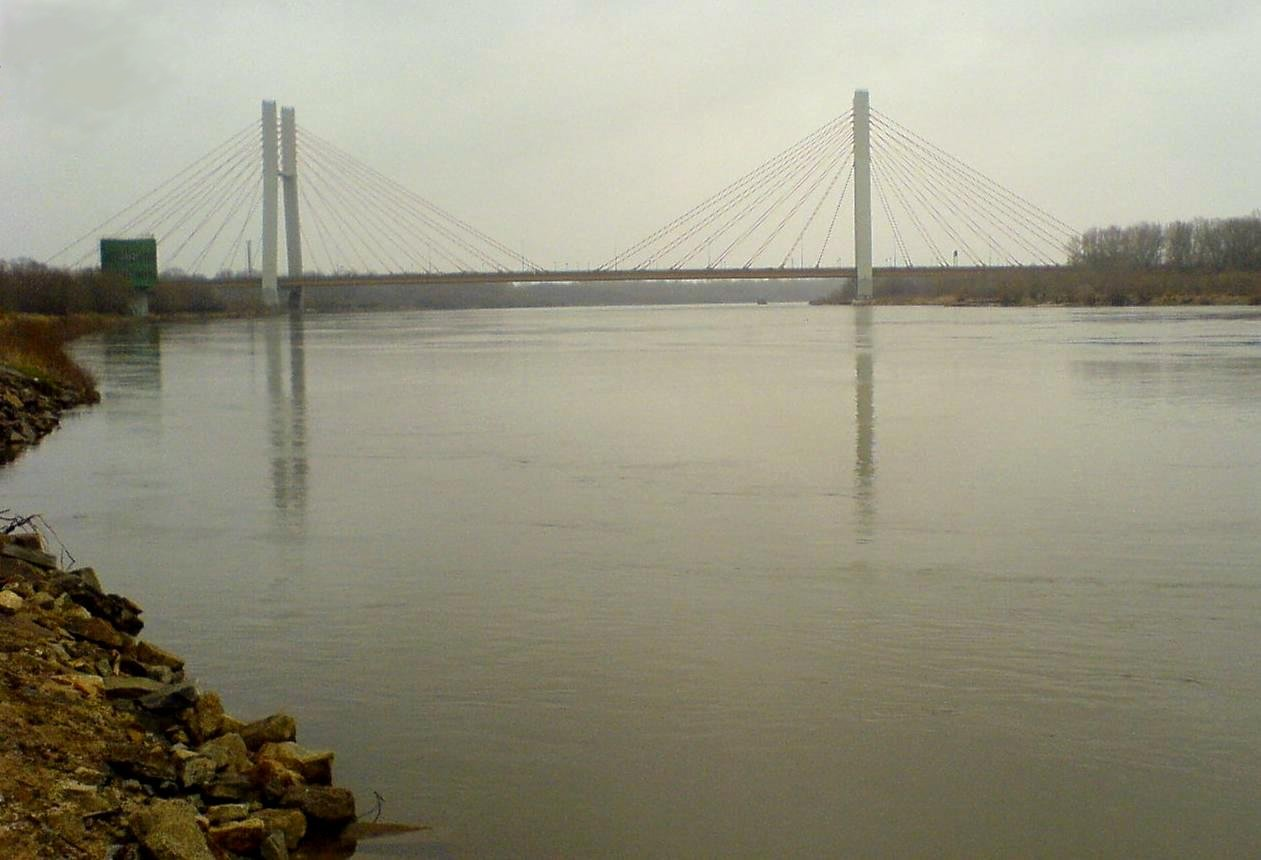
Die Siekierkowski-Brücke Seitenansicht
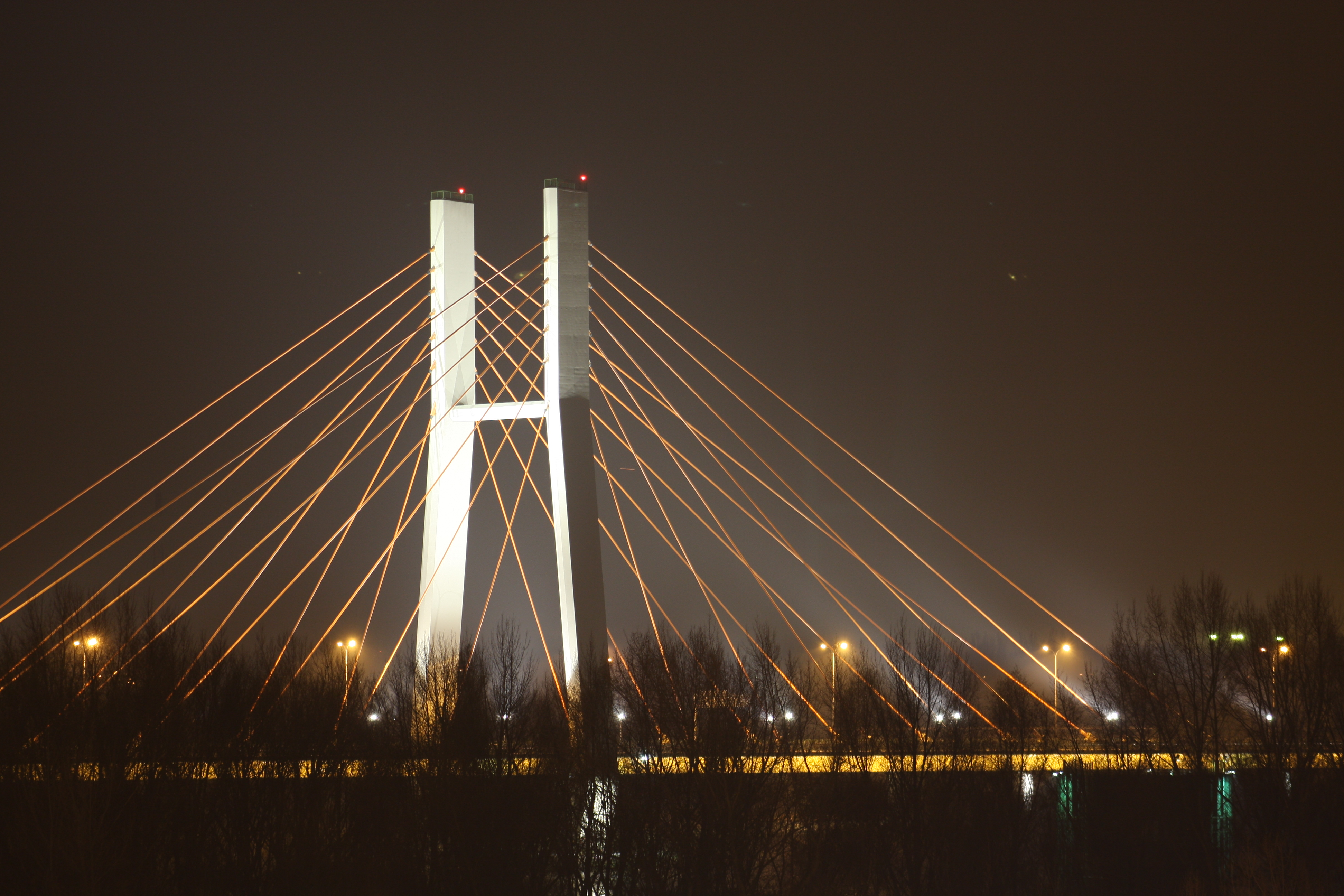
Die Siekierkowski-Brücke Nachtaufnahme